# Bülach
Bülach és un municipi del cantó de Zúric (Suïssa), cap del districte de Bülach.